# Neil Flynn

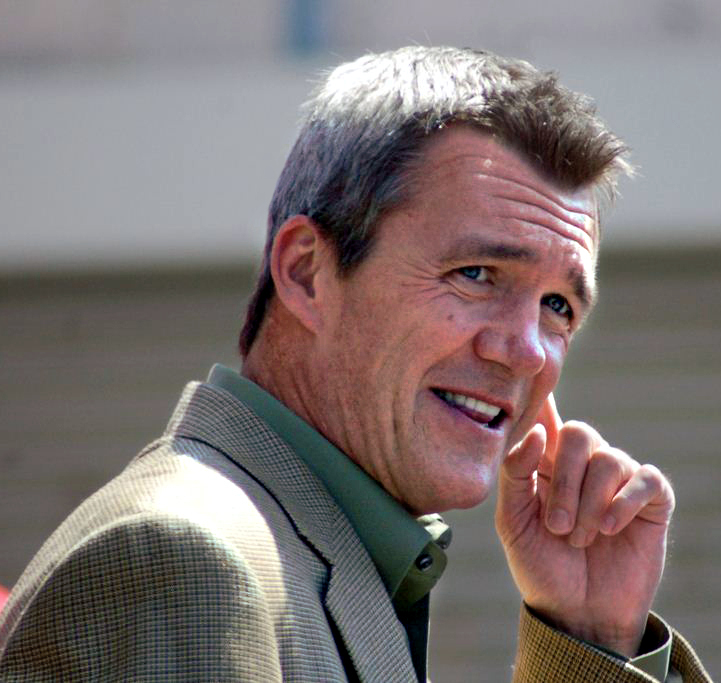
Neil Flynn 2012

Neil Richard Flynn (* 13. November 1960 in Chicago, Illinois) ist ein US-amerikanischer Schauspieler und Comedian, der vor allem durch seine Rollen in den Fernsehserien Scrubs – Die Anfänger und The Middle bekannt ist.

## Leben und Werk

### Kindheit und Jugend
Neil Flynn ist irischer Abstammung, wurde in Chicago als drittes von sechs Kindern geboren und wuchs in Waukegan, Illinois auf. Dort besuchte er die Waukegan East High School, als deren Schüler er 1978 zusammen mit seinem Partner Mike Shklair die Illinois Individual Events State Championship für die „beste humoristische Duo-Darbietung“ gewann. Nachdem er die Bradley University in Peoria, Illinois absolviert hatte, kehrte Flynn 1982 nach Chicago zurück, um eine Schauspielkarriere einzuschlagen. Dabei fiel er vor allem durch seine besonderen Körpermerkmale wie seine Größe von 1,96 Meter und sein kantiges Gesicht auf.

### Karriere
Während seiner Zeit in Chicago arbeitete er am Goodman sowie am Steppenwolf Theater. Für seine Darbietung in The Ballad of the Sad Cafe wurde Flynn 1986 mit einem Joseph Jefferson Award als bester Hauptdarsteller ausgezeichnet. Neben seiner Arbeit als Schauspieler trat er außerdem als Komiker im Improv Olympic sowie mit der Second City auf. Bereits seit Mitte der 1980er Jahre arbeitete Neil Flynn auch als Filmschauspieler, zunächst als Nebendarsteller in verschiedenen US-amerikanischen Fernsehserien sowie später in größeren Kinoproduktionen wie Die Indianer von Cleveland, Auf der Flucht, Magnolia, Außer Kontrolle oder Girls Club – Vorsicht bissig!.
Ab 2001 spielte Neil Flynn den namenlosen Hausmeister in der Fernsehserie Scrubs – Die Anfänger, was ihm einen allgemein hohen Bekanntheitsgrad einbrachte. Dabei sprach er zunächst für die Rolle des Dr. Cox vor, die allerdings später an John C. McGinley vergeben wurde, und wurde von den Produzenten schließlich als Hausmeister unter Vertrag genommen. Ursprünglich sollte er nur in der Pilotfolge Mein erster Tag auftreten, aufgrund der hohen Beliebtheit der Rolle gehörte er allerdings bis zum Ende der achten Staffel zur festen Besetzung von Scrubs. Die Frage der Identität des Hausmeisters zieht sich dabei durch die ganze Serie, auch Flynns Rolle in Auf der Flucht wurde aus diesem Grund humoristisch in den Plot miteingebaut. Nach dem vermeintlichen Ende der Serie nahm Neil Flynn den Piloten zur Serie The Middle auf, welche allerdings zunächst nicht umgesetzt wurde. Daraufhin unterschrieb Flynn einen Vertrag für die inzwischen entgegen dem ursprünglichen Vorhaben des Produzenten Bill Lawrence umgesetzte neunte Staffel von Scrubs. Da The Middle letztlich doch als Serie umgesetzt wurde, trat er lediglich in der ersten Episode der neunten Staffel von Scrubs auf.
Zusammen mit seinen Scrubs-Kollegen Zach Braff, Sarah Chalke, Judy Reyes, John C. McGinley und Bill Lawrence trat Flynn außerdem 2002 im größten Muppet Weihnachtsspektakel aller Zeiten auf. 15 Jahre nach Auf der Flucht arbeitete er im Jahr 2008 schließlich zum zweiten Mal mit Harrison Ford zusammen, als er im Film Indiana Jones und das Königreich des Kristallschädels den FBI-Agenten Smith spielte.
Neben der Schauspielerei ist Neil Flynn außerdem Synchronsprecher für verschiedene Zeichentrickserien wie Captain Buzz Lightyear – Star Command oder Kim Possible, Kinoproduktionen wie Wolkig mit Aussicht auf Fleischbällchen (2009) oder Videospiele wie die Ratchet-&-Clank-Reihe für PlayStation 2 tätig. In Deutschland wird der Schauspieler von verschiedenen Kollegen synchronisiert, in Fernsehserien wie Scrubs, The Middle oder Smallville zumeist von Thomas Nero Wolff.

### Privatleben
Neil Flynn ist alleinstehend und lebt in der Nähe von Los Angeles.

## Filmografie (Auswahl)

### Filme
- 1989: Die Indianer von Cleveland (Major League)
- 1993: Der Durchstarter (Rookie of the Year)
- 1993: Auf der Flucht (The Fugitive)
- 1994: Juniors freier Tag (Baby’s Day Out)
- 1994: The Fence – Straßen zur Hölle (The Fence)
- 1996: To Sir, with Love II (Fernsehfilm)
- 1996: Außer Kontrolle (Chain Reaction)
- 1997: Wieder allein zu Haus (Home Alone 3)
- 1999: Magnolia
- 2000: The Right Temptation – Mörderische Versuchung (The Right Temptation)
- 2001: The Removers (Kurzfilm)
- 2002: Das größte Muppet Weihnachtsspektakel aller Zeiten (It’s a Very Merry Muppet Christmas, Fernsehfilm)
- 2003: Brainwarp
- 2004: Girls Club – Vorsicht bissig! (Mean Girls)
- 2004: Anchorman – Die Legende von Ron Burgundy (Anchorman: The Legend of Ron Burgundy)
- 2006: Eulen – Kleine Freunde in großer Gefahr (Hoot)
- 2006: Re-Animated (Fernsehfilm)
- 2007: Sex and Death 101
- 2008: Indiana Jones und das Königreich des Kristallschädels (Indiana Jones and the Kingdom of the Crystal Skull)
- 2009: Monkey Talk (auch Drehbuch)
- 2009: Wolkig mit Aussicht auf Fleischbällchen (Cloudy with a Chance of Meatballs, Stimme)
- 2017: 77
- 2020: Superman: Man of Tomorrow (Stimme von Jonathan Kent)

### Serien
- 1987: Sable (Folge 1x05)
- 1989: NAM – Dienst in Vietnam (Tour of Duty, Folge 2x14)
- 1989: Doogie Howser, M.D. (Folge 1x01)
- 1996–1997: Allein gegen die Zukunft (Early Edition, 3 Folgen)
- 1997: Seinfeld (Folge 8x22)
- 1998: Ellen (Folge 5x17)
- 1998: Drew Carey Show (The Drew Carey Show, Folge 4x11)
- 1999: Sliders – Das Tor in eine fremde Dimension (Sliders, Folge 5x10)
- 1999: Die wilden Siebziger (That ’70s Show, Folge 2x03)
- 1999: Chicago Hope – Endstation Hoffnung (Chicago Hope, Folge 6x04)
- 2000: Then Came You (Folge 1x06)
- 2000: Frauenpower (Family Law, Folge 2x05)
- 2000–2001: Captain Buzz Lightyear – Star Command (Buzz Lightyear of Star Command, 24 Folgen, Stimme von XR)
- 2001: The District – Einsatz in Washington (The District, Folge 1x13)
- 2001–2009: Scrubs – Die Anfänger (Scrubs, 166 Folgen)
- 2002: CSI: Den Tätern auf der Spur (CSI: Crime Scene Investigation, Folge 2x13)
- 2002: Boston Public (Folge 2x14)
- 2002: New York Cops – NYPD Blue (NYPD Blue, Folge 9x19)
- 2002–2003: Clone High (12 Folgen, Stimme)
- 2003–2004: Smallville (2 Folgen)
- 2003, 2007: Kim Possible (2 Folgen, Stimme)
- 2005: King of the Hill (Folge 9x10)
- 2005: Love, Inc. (Folge 1x05)
- 2006: Joey (Folgen 2x21–2x22)
- 2006: My Boys (Folge 1x11)
- 2009–2018: The Middle (215 Folgen)
- 2012–2015: Randy Cunningham: Der Ninja aus der 9. Klasse (Randy Cunningham: 9th Grade Ninja, 4 Folgen)
- 2013: Bob’s Burgers (Folge 3x15, Stimme)
- 2014: Key & Peele (Folge 4x10)
- 2015: Undateable (Folgen 2x07–2x08)
- 2015–2016: Vixen (Webserie, 6 Folgen, Stimme)
- 2019: Abby’s (10 Folgen)
- 2023: Shrinking (Folge 1x09)

## Erfolge und Auszeichnungen
- Illinois Individual Events State Championship
  - 1978: Beste humoristische Duo-Darbietung (zusammen mit Mike Shklair)
- Joseph Jefferson Awards[5]
  - 1986: Bester Hauptdarsteller in The Ballad of the Sad Cafe
  - 1988: Nominierung als bester Nebendarsteller in A Whistle In the Dark
  - 1996: Nominierung als bester Revue-Darsteller in Farewell My Compuserve